# Kreativní techniky

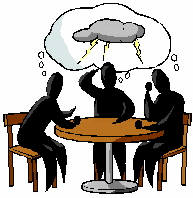
Ilustrace tzv. brainstormingu

Kreativní techniky jsou metody, které podporují kreativní proces v umělecké i vědecké sféře. Zaměřují se na řadu aspektů spojených s kreativitou, podporují například generování myšlenek a nápadů, divergentní myšlení, proces přerámování problémů a navozování různých pocitů. Mohou být použity při řešení problémů, uměleckém vyjádření či terapii.
Některé techniky je možné provádět individuálně, některé však vyžadují participaci skupiny dvou a více lidí. Tyto metody zahrnují hry se slovy, písemná cvičení, různé druhy improvizace či modelové situace pro hledání řešení problému. Často využívané jsou taktéž[ aleatorické techniky].

## Aleatorické techniky
Aleatoricismus je zahrnování náhodných elementů do kreativního procesu, speciálně v různých oblastech umění, jako je hudba, výtvarné umění a literatura. Nejpatrněji se aleatoricismus odráží v různých směrech avantgardy, jako např. v dadaismu a surrealismu.
Například avantgardní hudebník John Cage skládal hudbu pomocí map hvězdné oblohy na papíru a házení kostkou, dadaisté psali své příběhy pomocí slov, které náhodně vytahovali z klobouku. Další techniky, jak zapojit náhodu při tvůrčím procesu, mohou být např. házení mincí, losování či náhodný výběr slov ze slovníku.

## Improvizace
Improvizace je kreativní proces prováděný bez předchozí přípravy, který může být mluvený, psaný, vyjádřený v obrazech či zvucích. Improvizace může vést k objevení nových myšlenek, vzorců chování a myšlenkových struktur. Je nejčastěji aplikována při tvůrčím procesu v hudbě či divadle. Spousta umělců používají improvizační techniky k odblokování toku kreativity.
Dvě hlavní domény, které užívají improvizaci:
- Improvizační divadlo je forma divadla, kde herci dávají prostor spontánním výstupům. Mnoho improvizačních technik se běžně nachází v osnovách dramatických výchov. U herců jsou pro vývoj schopnosti improvizovat potřebné dovednosti jako naslouchání, bystrost, sebevědomí a sebejistota a instinktivní a spontánní reakce na podněty.[2]
- Volná improvizace je kompozice prováděná v reálném čase. Hudebníci užívají improvizace k tvoření nových melodií napříč všemi možnými hudebními styly - nelze říci, že by improvizovaná hudba tvořila samostatný žánr. Dva současní hudebníci, kteří používají volné improvizace, jsou Anthony Braxton a Cecil Taylor.

## V řešení problému
Při řešení problému se zdá být jako nejjednodušší technika náhodných slov. Osobě, která je konfrontována s problémem, je prezentováno náhodně vygenerované slovo a doufá se, že z asociací problému a daného slova vzejde řešení. Tato technika je založena na asociativním myšlení, čili procesu získání informace z našeho vědění a automatické nalezení sítí, které spojují slovo a problém. Zatímco běžné asociativní myšlení generuje koncepty, které jsou spolu silně spojené a ne příliš originální, nepředvídatelnost náhodně zvoleného slova by mohlo vést k objevení nových asociací, které by se normálně automaticky nevynořily – čímž by mohly být spouštěčem pro nalezení nového, originálního řešení. K pobídnutí kreativního myšlení při řešení problému může místo náhodného slova posloužit taktéž náhodný obraz, zvuk či předmět.

Existuje mnoho nástrojů pro řešení problémů a metodik na podporu tvořivého řešení problémů:
- TRIZ (teorie, které jsou odvozeny z nástrojů, jako je ARIZONA nebo TRIZ rozpor matice)
- Kreativní Proces Řešení problémů (CPS) (komplexní strategie, také známý jako Osborn-Parnes-proces)
- Laterální myšlení, Edward de Bono
- Metoda šesti klobouků, Edward de Bono
- Herrmann Brain Dominance Instrument - dominance levé a pravé mozkové hemisféry
- Brainstorming a Brainwriting
- Thinking outside the box
- Business war games pro vyřešení problémů konkurence
- SWOT analýza
- Metoda USIT pro konvergentní kreativitu
- Myšlenkový experiment
- Pět W

## V oblasti projektového řízení
Pro řízení projektů se k jejich úspěšnému vykonání využívají skupinové techniky. Příklady týmových metod mohou být: brainstorming, nominální skupinové techniky, Delfská technika, mapování mysli, diagram příbuznosti a vícekriteriální analýza variant. Tyto techniky jsou uvedeny v Průvodce k Project Management body of Knowledge.
Skupinové kreativní techniky mohou být využity i posloupně:
1. Shromáždění myšlenek a nápadů pomocí myšlenkových map
2. Pokračování v generování myšlenek nad mapou pomocí brainstormingu
3. Konstrukce strukturovaného diagramu k utřídění myšlenek
4. Identifikace nejdůležitějších myšlenek pomocí nominálních skupinových technik
5. Získání nezávislé zpětné vazby pomocí Delfské metody

## Ovlivňující faktory

### Rozptýlení
Řada studií potvrzuje, že rozptýlení zvyšuje kreativní uvažování. Studie Jonathana Schoolera zjistila, že nenáročné rozptylující podněty zvyšují výkon v klasickém úkolu zvaném UUT (Unusual Uses Task), ve kterém musí respondent vymyslet co nejvíce možných využití pro nějaký běžný předmět. Výsledky potvrzují, že se při plnění nenáročného úkolu objevují na nevědomé úrovni myšlení neurální procesy zodpovědné za rozhodování. Výzkum ukazuje, že když rozptylovaný subjekt neudržuje myšlenku po obzvlášť dlouhou dobu - což znamená, že spíše dává prostor proudu rozmanitých myšlenek na vědomé i nevědomé úrovni, vede tento asociativní proces k inkubaci kreativity.
Další rozptylující proměnnou, u které je prokázaný efekt zvýšení kreativity, je klidný okolní zvuk. Studie, která zkoumala stupeň rozptýlení vyvolávaný zvyšující se hlasitostí různých zvuků a jeho efekt na kreativitu došla k závěru, že středně hlasitý uklidňující zvuk (70dB) vede k ideální úrovni rozptýlení subjektu k nabourání fluence myšlení, které vede k abstraktní kognici a podpoření kreativity.

### Chůze
Některé studie tvrdí, že i chůze zvyšuje kreativní myšlení.

### Spánek a odpočinek
Někteří zastánci podporování kreativity pomocí využití hypnagogického stavu, což je přechodná fáze mezi bděním a spánkem, užívají lucidního snění. Salvador Dalí prý usínal v křesle se svazkem klíčů v ruce, které mu při úplném usnutí vypadly z ruky, cinkáním ho probudily, čímž mu pomohly vybavit si z mysli nevědomé obrazy, které v hypnagogické fázi viděl. Thomas Edison údajně užíval stejnou techniku s kuličkovým ložiskem.

### Meditace
Studie vědeckého týmu kolem Michaela Posnera z roku 2014 přináší důkaz o tom, že 30 minutová meditace každý den po dobu jednoho týdne zlepšuje verbální a vizuální kreativitu. Bylo tak zjišťováno pomocí výkonů v Torranceho testu kreativního myšlení a efekt byl připisován vlivu meditace na emoční regulaci. V další studii prokázali pomocí testu vzdálených asociací, že krátkodobý meditační trénink může zlepšit vhled při řešení problémů (typ často spojovaný s „Aha“ či „Heuréka“ uvědoměním).